# Margarita de Frau
Margarita González Giraud, también conocida como  Margarita de Frau (Madrid, 1909-1986) fue una pintora española, paisajista, perteneciente a la generación de artistas de los años 30. 

## Biografía
En algunas citas aparece como nacida en Vigo en 1898, pero parece ser más creíble la fecha de nacimiento en Madrid en 1909. También hay distintas citas sobre su año de fallecimiento. Hija de un mayordomo real de Alfonso XIII, recibió clases de pintura del pintor  de José Frau, pintor con el que se casó en  1929 y con quien presentó obras conjuntamente en diversas ocasiones. Ejerció y exhibió su trabajo de forma independiente y en conjunto con su marido, siendo conocidos como “los Frau” en la vanguardia artística española del primer tercio de siglo XX. Durante Guerra Civil se afilió como “paisajista” al Sindicato Único de la Enseñanza de Madrid, ligado a la CNT. Aunque no se manifestó en compromiso político alguno, gracias a su intercesión consiguió salvar a su marido de la condena a muerte, impuesta por el Bando republicano a pesar de haber colaborado en su defensa. En 1947 el matrimonio inició una estancia en Argentina y Uruguay, y en 1949, ella y su hijo de cinco años terminan instalándose en México, donde ya estaba José Frau. Allí residieron hasta 1966, cuando regresaron a España. Tras su exilio a América, en España se perdió su recuerdo y testimonio. Fue reivindicada en años posteriores.

## Obra
Es señalada, en el listado sobre la semblanza de pintores españoles de los años 30, con un rol activo en el círculo artístico de la época, junto a Marisa Pinazo, Rosario de Velasco y Julia Minguillón. Participó de la renovación plástica española en los años treinta, publicando y siendo citada en la revista Blanco y Negro, la revista Mercurio y la Gaceta de Bellas Artes. Pintora reconocida, se presentó en 1932, en la Exposición Nacional de Bellas Artes con la obra Ventana que mira al puente, y en las ediciones posteriores de 1934 y 1936.
En 1933 el Museo de Arte Moderno dedicó una exposición antológica en exclusiva a la pareja, en la que Margarita, firmando como Margarita de Frau, presentó el bodegón Anunciación, El abrazo de la hiedra y Marina. La revista Gaceta de Bellas Artes del año 1933, publicó su obra juntamente con otros artistas como Daniel Vázquez Díaz y Fernando Frau. Se citan en ella sus obras La casa de enfrente, El tren, Anunciación y Caracola, reproduciéndose las dos últimas, y se le hace una reseña crítica.   
Tras ganar una tercera medalla en la Exposición Nacional de 1934, en la revista Estampa se publicó en la portada su obra Jardín. Fuera de España también fue presentada su obra: para la exposición en París Art Espagnol de 1936 fue seleccionada, junto con otras pintoras como Marisa Pinazo, Ángeles Santos y Rosario de Velasco. En Estados Unidos, en las Exposiciones Internacionales de Pittsburgh, organizadas por el Instituto Carnegie, expuso en solitario en 1938 y con José Frau en 1934.
Tras la Guerra Civil, expuso en 1940, en la Galería Buchholz de Madrid.  Frau colaboró, como también su esposo, en la Sociedad de Artistas Ibéricos (SAI) y expusieron juntos en una retrospectiva exclusiva en el Museo de Arte Moderno. Su presencia y menciones en las crónicas artísticas de la época testimonian una impronta notable, así como una entrelazada vida y obra de la pareja, conocida como “los Frau”.
El Museo Español de Arte Contemporáneo (MEAC), Museo Reina Sofía, en su colección de 1988  posee su obra al óleo Tinta en plata de 1934. Otras dos obras tituladas Paisaje de 1941 y 1943 firmadas por la artista se conservan en la Real Academia de Bellas Artes de San Fernando.

## Reconocimientos
En 1922, fue incluida en el listado de artistas españolas a reivindicar del período entre 1804 a 1939 por el Instituto Aragonés de Arte y Cultura Contemporáneos (IAACC) Pablo Serrano.